# Xã Camden, Quận Carver, Minnesota
Xã Camden (tiếng Anh: Camden Township) là một xã thuộc quận Carver, tiểu bang Minnesota, Hoa Kỳ. Năm 2010, dân số của xã này là 922 người.